# Saastna poolsaar
Saastna poolsaar är en halvö i västra Estland. Den ligger i landskapet Läänemaa, 110 km sydväst om huvudstaden Tallinn. Halvöns yttersta och nordvästra udde benämns Pikanina. Öster och norr om halvön ligger Matsalviken. På halvön ligger byn Saastna och sjön Teorehe järv. 